# Ronald Binge
Ronald Binge (Derby, 15 de juliol de 1910 – Hampshire, 6 de setembre de 1979) fou un músic anglès.
La mort del seu pare el 1920, un famós pianista, el forçà a treballar per proveir la família. La seva educació musical es produí per la seva experiència com a organista en un cinema de la seva ciutat nadiua i com a pianista d'una orquestra de música lleugera a Great Yarmouth i més tard tocant en teatres, cafès i conjunts de ball a Londres. El 1935 succeí el que possiblement fou un gir en la seva vida quan assolí treball com arranjador d'Annunzio Paolo Mantovani, i la seva recentment formada Orquestra Típica.
Després de servir en la Segona Guerra Mundial retornà amb Mantovani feu una orquestració de l'obra de Noël Coward, Pacific 1860 (1946). Ronald Binge fou el responsable del reconeixement del mateix Mantovani el 1951. Ideà l'efecte de la cascada de cordes la qual era dividida en parts, cadascuna entrant una fracció a part creant una espècie de reverberació que podia ser experimentada en catedrals.
Aquest efecte el provà Mantovani en la seva obra Charmine que fou un gran èxit popular. Aquest èxit portà Mantovani a compondre unes sèries de ràdio de llarga durada, durant les quals introduí diverses composicions de Binge. Una d'aquestes es convertiria en un gran èxit internacional Elizabeth Serenade (1951).
Binge també estava component música per a films britànics com The Runaway Bus (1952), Desperate Moment (1943), Our Girl Friday (1953) i Dance Little Lady (1954), i fou capaç de deixar Mantovani i convertir-se en compositor independent.
Conduí programes de ràdio per a la BBC, i compongué diverses obres de música lleugera. Entre elles resten High Stepper (1952), Cornet Carillon (1954, en la qual emprà l'efecte cascada per a cornetes), Miss Melanie (1956), The Watermill (1959) i Sailing By (1963). També compongué suites com ara Impressions de Londres (1958), Impressions de Moscou (1962) i, Impressions de París (1962), un Concert per a Saxòfon Alt (1956), la Simfonia de Dissabte (1968) i un Te Deum (1970).
La fascinació pels sons i l'experimentació musical que es trobaven a Charmine foren típiques de Ronald Binge fins al final de la seva vida. Una de les més intrigants de les seves composicions primerenques fou Vice Versa (1948), els 130 compasos senars de la qual formaven un palíndrom.
Això és per dir que la música se li podia donar la volta i ser tocada del fi al principi amb el tiple com el baix i amb el baix amb el tiple. Un dels seus últims projectes fou l'estudi de la capacitat de la - Guitarra Romàntica i Quadres de la Galeria Minstrel -. Que aquests fossin els seus dos últims treballs es degué a la severa malaltia que patí durant els seus últims anys de vida.